# 完顏洪靖
完颜洪靖（1192年—1193年），为金朝宗室，金章宗完颜璟的第二子，出生年歲與同父兄弟完顏洪熙同年。

## 生平
洪靖女真本名完颜阿虎懒，明昌三年（1192年）出生，生而警秀，被父亲锺爱。四年（1193年），夭折。承安四年（1199年），追封荆王，赐名，加开府仪同三司。

## 母
- 资明夫人林氏，完颜璟的后宫，位号资明夫人。

## 資料
- 《金史》卷九十三 列传第三十一 章宗诸子